# عبد المجيد مزيان
عبد المجيد مزيان، 17 مارس 1926 في تلمسان ، مفكر وسياسي و والي سابق جزائري .

## سيرة
عبد المجيد مزيان (مواليد 17 مارس 1926 وتوفي في 15 جانفي 2001 ) ، هو مفكر وسياسي جزائري . وكان رئيس جامعة الجزائر ، وزير الثقافة ورئيس المجلس الإسلامي الأعلى.
على الرغم من انه جزائري، شارك مزيان في كفاح التحرير المغربي إلى جانب عباس مسادي في عام 1950
هو منسق جبهة التحرير الوطني في المغرب ، انضم إلى وزارة التسلح والاتصال العام في عام 1957 وساهم في تأسيس الإذاعة الجزائرية. وأخيراً تم تعيينه أميناً عاماً لاتحاد جبهة التحرير الوطني في المغرب.
فيما بعد أصبح رئيس جامعة الجزائر ووزير الثقافة. أنهى حياته المهنية على رأس المجلس الإسلامي الأعلى، الذي ترأسه حتى وفاته في 15 يناير 2001.

## وظائف
وظائفه الرئيسية هي :
1. والي من وهران (  1963  1963 ).
2. مدير ديوان رئيس الجمهورية (  1963  1965 ).
3. وزير الثقافة (  1982  1986 ).

## المرض والوفاة
توفي 15 يناير 2001 عن سن 75 سنة.